# Szteroidok hatása alatt (South Park)
A Szteroidok hatása alatt (Up the Down Steroid) a South Park című animációs sorozat 113. része (a 8. évad 2. epizódja). Elsőként 2004. március 24-én sugározták az Egyesült Államokban.
Az epizód cselekménye szerint Jimmy Vulmer mindent megtesz, hogy nyerjen a Speciális Olimpián, ám az első helyért járó pénzjutalomra pályázó Eric Cartmannek is hasonló tervei vannak...

## Cselekmény
|  | Alább a cselekmény részletei következnek! |

Timmy és Jimmy Vulmer, a két South Park-i fogyatékkal élő fiú bejelenti a főszereplő gyerekeknek, hogy részt vesznek a denveri Speciális Olimpián. A versenyről és annak az első helyezésért járó, ezer dolláros pénzjutalomról értesülve Eric Cartman úgy dönt, szellemileg visszamaradottnak tetteti magát, hogy a többi versenyzőt maga mögé utasítva megnyerje a pénzt. Kyle Broflovski elborzadva hallja a tervet és igyekszik lebeszélni róla Cartmant, de ő hajthatatlan: a cél érdekében különleges felkészülésbe kezd, többek között együtt utazik értelmi fogyatékos gyerekekkel, hogy tanulmányozza a viselkedésüket, hosszas tervezés után megváltoztatja az öltözködését és a hajviseletét, valamint megfigyeli Kid Rock színpadi mozgását, hogy minél hitelesebb legyen, mint értelmi fogyatékos. Ezután sikerül rávennie a túlságosan engedékeny anyját, hogy benevezze őt a versenyre.
Ezalatt Jimmy Vulmer a jobb teljesítmény elérése érdekében szteroidokat kezd szedni (tekintet nélkül Timmy ellenkezésére) és különösen agresszívvé válik, egészen addig a pontig, hogy megtámadja a barátnőjét és a saját anyját is. Timmy próbálja lebeszélni őt erről és az iskolai tanácsadót, Mr. Mackeyt is felkeresi, de képtelen bármit is tenni az ügyben. Kyle ismét próbál hatni Cartmanre, mert szerinte a mostani tervével túl messzire ment és a pokolra fog jutni; Kyle még odáig is elmegy, hogy Cartmant a barátjának nevezi, de az nem hallgat rá.
A verseny napján Cartman és Jimmy is nagy ambíciókkal kezdi el a versenyszámokat, de amíg Jimmy mindenben első helyezést ér el, addig az edzetlen és túlsúlyos Cartman állandóan utolsóként ér célba. A díjátadón részt vevő három baseball-játékos (Mark McGwire, Barry Bonds és Jason Giambi) Jimmyt kiáltja ki győztesnek, míg az összes versenyszámban utolsó Cartman vigaszdíjként egy utalványt kap. Jimmy, meglátva Cartmant, rátámad és csalónak nevezi, de Timmy rámutat arra, hogy nincs joga ítélkezni felette, mert ő sem tisztességesen versenyzett. Ezt belátva Jimmy elismeri – az őszinteségéért és bátorságáért őt éljenző – közönség előtt, hogy mit tett és ünnepélyesen visszaadja az érmet.
Az epizód legvégén Cartman próbálja elhitetni barátaival, csak azért indult a Speciális Olimpián, hogy leleplezze Jimmyt és leszoktassa őt a szteroidokról, de természetesen senki nem hisz neki, így Cartman dühösen otthagyja őket.